# Episodi di The Batman (prima stagione)
La prima stagione della serie animata The Batman è stata trasmessa negli Stati Uniti d'America a partire dall'11 settembre 2004. In Italia la trasmissione è iniziata l'8 gennaio 2007 sul canale satellitare Cartoon Network ed in chiaro da venerdì 22 agosto 2008 su Italia 1, rete Mediaset, dalle ore 18:05 alle ore 18:30, dove però vennero saltati molti episodi delle prime due stagioni. In seguito la serie è tornata in onda su Boing a partire dal 24 dicembre 2009 dove vennero trasmessi gli episodi in chiaro saltati precedentemente su Italia 1.
| N° | Titolo originale             | Titolo italiano                   | Prima TV USA      | Prima TV Italia |
| -- | ---------------------------- | --------------------------------- | ----------------- | --------------- |
| 1  | The Bat in the Belfry        | La comparsa di Joker              | 11 settembre 2004 | 8 gennaio 2007  |
| 2  | Call of the Cobblepot        | La rivincita di Cobblepot         | 18 settembre 2004 |                 |
| 3  | Traction                     | Il nemico mascherato              | 25 settembre 2004 |                 |
| 4  | The Man Who Would Be Bat     | Man-Bat il pipistrello uomo       | 30 ottobre 2004   |                 |
| 5  | The Big Chill                | Il grande freddo                  | 6 novembre 2004   |                 |
| 6  | The Cat and the Bat          | La gatta e il pipistrello         | 2 ottobre 2004    |                 |
| 7  | The Big Heat                 | Mai scherzare con il fuoco        | 13 novembre 2004  |                 |
| 8  | Q & A                        | Domanda e risposta                | 20 novembre 2004  |                 |
| 9  | The Big Dummy                | Il ventriloquo                    | 27 novembre 2004  |                 |
| 10 | Topsy Turvy                  | Sottosopra                        | 5 febbraio 2005   |                 |
| 11 | Bird of Prey                 | L'assalto del Pinguino            | 12 febbraio 2005  |                 |
| 12 | The Rubberface of Comedy (1) | Il volto gommoso della commedia   | 30 aprile 2005    |                 |
| 13 | Clayface of Tragedy (2)      | Il volto d'argilla della tragedia | 7 maggio 2005     |                 |

## La comparsa di Joker
- Titolo originale: The Bat in the Belfry
- Diretto da: Seung-Eun Kim
- Scritto da: Duane Capizzi

### Trama
Il vigilante mascherato Batman, alias l'industriale miliardario Bruce Wayne, è pubblicamente riconosciuto come una minaccia dal capo della polizia, Angel Rojas, nonostante il suo lavoro per combattere il crimine negli ultimi tre anni, che incarica il detective Ethan Bennett e la sua nuova compagna Ellen Yin di catturarlo. Allo stesso tempo, un'evasione di detenuti all'Arkham Asylum porta Batman a scoprire che il colpevole è un pazzo criminale clown che si fa chiamare Joker, che ha un gas che causa la paralisi delle vittime e la fissazione dei denti gialli in un sorriso. Batman scopre rapidamente che il Joker ha intenzione di usare il gas su Gotham e tenta di fermarlo, con Yin e Bennett desiderosi di fare lo stesso.

## La rivincita di Cobblepot
- Titolo originale: Call of the Cobblepot
- Diretto da: Brandon Vietti
- Scritto da: Steven Melching

### Trama
Un'ondata di furti che coinvolgono avvoltoi, gufi e corvi che rubano gioielli, lascia Batman determinato a scoprire chi è il colpevole. Allo stesso tempo, Bruce scopre che la sua ultima festa a Wayne Manor è stata interrotta dallo sciatto esponente dell'alta società Oswald Cobblepot, la cui famiglia lavorava per il nonno di Alfred Pennyworth. Bruce si rende presto conto che Oswald, sotto il nome di Pinguino, è responsabile dei furti, e presto deve fermarlo quando Alfred viene catturato da lui mentre cerca di recuperare un vassoio da portata che ha rubato.

## Il nemico mascherato
- Titolo originale: Traction
- Diretto da: Sam Liu
- Scritto da: Adam Beechen

### Trama
In cerca di vendetta su Batman per aver rovinato le loro operazioni criminali, tre boss della mafia si incontrano e assumono un misterioso cattivo di nome Bane per finirlo, una volta per tutte. Batman scopre rapidamente che Bane non è un criminale normale, poiché può acquisire una forza sovrumana attraverso uno speciale siero chiamato Venom che può essere pompato nel suo corpo tramite un sistema di infusione unico. Gravemente ferito nell'affrontarlo, Bruce è costretto a trovare un mezzo per fermare Bane mentre inizia a terrorizzare la città.

## Man-Bat il pipistrello uomo
- Titolo originale: The Man Who Would Be Bat
- Diretto da: Sam Liu
- Scritto da: Adam Beechen

### Trama
Alla Wayne Industries, Bruce si insospettisce quando il lavoro del dottor Kirk Langstrom attira l'attenzione di Yin e Bennett sulle Wayne Industries mentre inseguono il suo alter ego. Sebbene Langstrom affermi che sta lavorando a una cura per la sordità, Bruce scopre presto che sta effettivamente lavorando su un siero mutageno che può permettergli di trasformarsi in un ibrido uomo-pipistrello soprannominata Man-Bat. Batman dovrà presto fermarlo, quando apprende che deve nutrirsi di sangue e potrebbe presto attaccare gli umani per il proprio sostentamento.

## Il grande freddo
- Titolo originale: The Big Chill
- Diretto da: Brandon Vietti
- Scritto da: Greg Weisman

### Trama
Batman indaga su una recente rapina di gioielli da uno yacht nella baia di Gotham e scopre che è opera di un cattivo chiamato Mr. Freeze, che usa poteri criogenici. Con suo orrore, Batman scopre che una volta era un normale ladro di nome Victor Fries, un individuo che aveva creduto morto dopo averlo inseguito per il furto di diamanti, fino a quando una sequenza di eventi lo fece schiantare in un laboratorio di criogenia, dove in seguito subì un attacco. uno strano incidente che ha mutato il suo corpo e lo ha reso dipendente da una tuta criogenica per sopravvivere. Sapendo di doverlo fermare, Batman è costretto a trovare un modo per combattere i suoi nuovi poteri e affrontare le sue azioni.

## La gatta e il pipistrello
- Titolo originale: The Cat and the Bat
- Diretto da: Sam Liu
- Scritto da: Adam Beechen

### Trama
Batman incontra un nuovo nemico sotto forma di un'abile ladra Selina Kyle, che opera sotto lo pseudonimo di Catwoman. Dopo aver sventato il suo tentativo di rubare una statuina dal suo misterioso proprietario, Batman le perde la cintura di utilità nel processo. Non solo incontra problemi quando lei ci mette mano, ma scopre anche che potrebbe usare alcuni dei suoi gadget per fare un secondo tentativo con la statuetta. Tuttavia, teme anche che Catwoman abbia sottovalutato chi sia realmente il suo proprietario.

## Mai scherzare con il fuoco
- Titolo originale: The Big Heat
- Diretto da: Seung-Eun Kim
- Scritto da: Christopher Yost e JD Murray

### Trama
Bruce è preoccupato quando Marion Grange, il sindaco di Gotham, lo informa che un contratto per i lavori sull'ospedale pediatrico potrebbe essere assegnato alla GothCorp, una società con una reputazione piuttosto dubbia, piuttosto che alla Wayne Industries, nonostante l'opera di beneficenza del defunto padre di Bruce. Allo stesso tempo, Batman affronta un nuovo cattivo, il piromane in jet-pack Firefly, mentre indaga su una serie di irruzioni in aziende tecnologiche in giro per la città. Quando il suo tentativo di influenzare il consiglio comunale fallisce, Bruce diventa sospettoso dell'offerta della GothCorp e presto trova un collegamento tra loro, Firefly e le irruzioni.

## Domanda e risposta
- Titolo originale: Q & A
- Diretto da: Brandon Vietti
- Scritto da: Steven Melching

### Trama
Batman indaga sul improvviso rapimento di due persone da eventi pubblici separati che si sono verificati nello stesso giorno, poco dopo che ciascuna vittima è stata umiliata pubblicamente. Presto si rende conto che questo colpevole è Arthur Brown, una persona sovrappeso ed ex bambino prodigio, fino a quando non è apparso in un ex quiz show per bambini che entrambe le vittime stavano conducendo. Scoprendo che Brown ora sta operando chiamandosi "Cluemaster" e rapendo questa concorrente che era il suo ex avversario che lo ha battuto in questo game show, Batman si ritrova in una corsa contro il tempo per salvare le sue vittime prima che Brown possa vendicarsi di loro tre.

## Il ventriloquo
- Titolo originale: The Big Dummy
- Diretto da: Sam Liu
- Scritto da: Robert Goodman

### Trama
Alfred tenta di convincere Bruce a impegnarsi in qualche appuntamento online, sperando che possa trovare conforto in un compagno amorevole. Tuttavia, Batman è costretto a indagare su una serie di rapine condotte da Arnold Wesker, un ventriloquo con una personalità sdoppiata che porta il peggio a uscire attraverso il suo pupazzo da ventriloquo Scarface. Mentre Bruce tenta di impegnarsi negli sforzi di Alfred, si ritrova a chiedersi se può, soprattutto quando scopre che le rapine di Wesker sono la base per una rapina molto più grande.

## Sottosopra
- Titolo originale: Topsy Turvy
- Diretto da: Seung Eun Kim
- Scritto da: Adam Beechen

### Trama
Bennett e Yin sono scioccati nello scoprire che Joker è fuggito dall'Arkham Asylum e sta cercando di rapire tutti coloro che lo hanno fatto cadere, con l'intenzione che ciascuna delle sue vittime venga rinchiusa e paralizzata in grandi scatole in stile carte da gioco. Batman indaga, ma scopre presto che Joker ha coinvolto un complice nei suoi piani, il che lo spinge ad affrontare il vero criminale. Tuttavia, Joker si dimostra molto più subdolo, non solo fuggendo per davvero, ma lasciando Batman in una corsa contro il tempo per salvare le sue vittime designate da un tragico destino.

## L'assalto del Pinguino
- Titolo originale: Bird of Prey
- Diretto da: Brandon Vietti
- Scritto da: Steven Melching

### Trama
Bruce è riluttante a prendere parte a un documentario televisivo incentrato sul suo stile di vita, a causa del suo lavoro come Batman. La questione si complica quando Pinguino irrompe nella villa, con l'intenzione di rubare tutto. Quando scopre cosa sta succedendo, prende subito tutti in ostaggio e si assicura che il documentario parli di lui. Con una situazione delicata tra le mani, Bruce non deve solo fermare Pinguino, ma deve anche assicurarsi che né lui né la troupe cinematografica scoprano la sua identità segreta.

## Il volto gommoso della commedia
- Titolo originale: The Rubberface of Comedy (1)
- Diretto da: Sam Liu
- Scritto da: Greg Weisman

### Trama
Joker torna a Gotham con due nuovi scagnozzi, Punch e Judy, e una nuova creazione chimica che può essere spruzzata su qualsiasi cosa, trasformandola in stucco. Allo stesso tempo, Bruce si chiede se dovrebbe rivelare la sua identità segreta di Batman a Bennett, poiché il suo amico e Yin hanno il compito di fermare Joker e Batman sotto una nuova politica di tolleranza zero del capo Rojas. Tuttavia, Bennett viene presto catturato e sottoposto a tortura psicologica da Joker, spingendo Batman a salvarlo. Mentre i suoi sforzi per salvare il detective portano Yin a mettere in discussione i suoi ordini, Bennett viene sospeso dal servizio per essere interrogato, solo per scoprire che i suoi problemi sono destinati a peggiorare.

## Il volto d'argilla della tragedia
- Titolo originale: Clayface of Tragedy (2)
- Diretto da: Seung Eun Kim
- Scritto da: Greg Weisman

### Trama
Bennett è inorridito quando inizia a trasformarsi improvvisamente in un mostro simile allo stucco nella sua stessa casa, non solo in grado di comprendere cosa sta succedendo, ma anche di essere percepito come un mostro che i media chiamano "Clayface". Mentre cerca di adattarsi alla sua situazione, allontana lentamente Bruce e Yin, che iniziano a insospettirsi. Quando Bennett insegue Rojas, incolpandolo della sua trasformazione, Batman deduce che è stato esposto allo spray chimico di Joker, che ha mutato le sue cellule, e che la tortura per mano loro ha danneggiato gravemente la sua sanità mentale. Mentre lavora per impedire che la situazione peggiori, Yin inizia lentamente a capire quanto sia importante per la protezione di Gotham.